# سقوط کرده از بهشت
سقوط کرده از بهشت (اسپانیایی: Caídos del cielo‎) یک فیلم درام پرویی است که توسط فرانسیسکو خوزه لامبردی کارگردانی شده‌است و در سال ۱۹۹۰ منتشر شد. این فیلم همچنین به عنوان یک فیلم پرویی به شصت و سومین دوره جوایز اسکار در بخش
بهترین فیلم خارجی زبان راه یافت ولی نتوانست به عنوان نامزد پذیرفته شود.